# アルモダフィニル
アルモダフィニル（Armodafinil、製品名：Nuvigil）は、セファロン社から販売されている薬剤である。アルモダフィニルは、ラセミ体のモダフィニルの中からR体のみを単独分離したもの（(R)-モダフィニル）を指す。
言い換えれば、モダフィニルの半分はアルモダフィニルである。

## 適応症
アルモダフィニルの適応症はモダフィニルに準じる。米国FDAでは、ナルコレプシー、睡眠時無呼吸症候群および交代勤務睡眠障害の治療として、アルモダフィニルを認めている。

## 副作用
頭痛、不眠などが稀に出る副作用である。